# 斐尧臣
斐尧臣（英語：John Burrus Fearn，1871年—1926年）是一位美国医生。

## 生平
斐尧臣出生于密西西比州亚祖城（Yazoo City），曾在田纳西州、纽约以及费城接受教育。1895年，他作为监理会传教医师来到中国，任职于苏州博习医院。1896年他与同为医生的安妮·沃尔特·费恩（Anne Walter Fearn）结婚。1907年辞职后返回美国。次年再次来到中国，此后在上海工作，担任过驻沪法军军医。1919年后担任上海公济医院院长。1926年逝世。